# Кирил Попов (БЗНС)
Кирил Йосифов Попов е български политик от Български земеделски народен съюз (БЗНС).

## Биография
Кирил Йосифов Попов е роден на 12 февруари 1904 година в село Чеканец, Трънска околия, Княжество България в семейството на Йосиф и Руса Раденкови. Има две сестри и двама братя: Мария, Магдалена, Методи и Асен. През 1920 година по икономически причини семейството се премества да живее в град Попово. Включва се активно в дейността на БЗНС, като участва в различни формации от 1920 г.
След Деветоюнския преврат през 1923 година емигрира първоначално в Кралство Югославия, а след това се премества в Република Чехословакия, където учи агрономия. Завръща се в България през 1928 година, където по-късно учи и право.
Кирил Попов е активен деец на БЗНС „Александър Стамболийски“ (Пладне), а след това и на БЗНС „Никола Петков“, където се изявява като основен теоретик на организацията. Постоянно публикува във вестник „Народно земеделско знаме“, а също така издава и две книги, посветени на земеделското движение в България.
Народен представител е от групата на БЗНС (НП) в Шестото Велико народно събрание, избрано на 27 октомври 1946 г. , където активно настоява България да води самостоятелна политика. На 11 юни 1947 година е сред 23 народни представители от БЗНС (НП), чиито мандатите са отнети и след това са арестувани.
Интерниран е, общо над 9 години,  в концлагерите Куциян (от 08.09.1947г до 20.07.1948г.) и два пъти в Белене (от 20.07.1948г. до 04.09.1953г. след това от 23.11.1956 г.до 30.04.1959г.). След повторното излизане от Белене повече не се занимава с политика.